# Miquel Brunet
Miquel Brunet Miquel (Manacor, Baleares, 6 de enero de 1919 - ibídem, 29 de marzo de 2007) fue un pintor y dibujante español.

## Biografía
Comenzó a dibujar y a sentir la atracción por la pintura en la infancia, después de un accidente que le mantuvo largo tiempo inmovilizado. Aprendió el oficio de sastre en la Academia de Sastrería de Barcelona, pero las tardes las dedicaba infatigablemente a la pintura. Entre 1941 y 1944 realizó estudios de pintura en una academia mientras trabajaba como sastre. Abandonó la profesión de sastre en 1949 y se dedicó de forma plena a la pintura. Regresó a su tierra, Mallorca, donde otros artistas, como Rafael Jaume, le invitan a que persevere en la pintura. Es el periodo de aprendizaje: trabaja con todo tipo de materiales y se fija con detalle en las obras y técnicas de los demás pintores. Es tiempo para leer y conocer con detalle la pintura española clásica, aprovechando el acceso que sus amigos le permiten a publicaciones especializadas y libros. El paisaje urbano, la figura humana y la naturaleza muerta son tratados con personalidad propia. Llega a trabajar con gran precisión la perspectiva y esquematiza las imágenes. Participa en el Grup Tago, formado también por Francesc Verd Duran, Merche Sofia o Antoni Giménez Toledo, entre otros, con la primera exposición colectiva del mismo en 1959. Es un momento de consolidación de su trabajo, cerca de postimpresionismo y del cubismo.
En 1960 llega a Madrid y durante un tiempo tiene la oportunidad de estudiar en la Real Academia de Bellas Artes de San Fernando. Allí conoce a Olga Sacharoff y al escultor Francisco Otero, y comienza a trabajar también la pintura religiosa, fruto de los encargos que acepta. El aire mágico e ingenuo que se le atribuye en la obra de esta etapa, como a Jaume Mercant y Miquel Rivera Bagur, queda contrastado por sus pinturas de un nuevo paisaje, el rural, áspero, duro, con un juego de tonos muy amplio dentro de una estrecha gama de colores terrosos que abandonará en la década de 1970 para volver a un color pleno, alegre. Es el tiempo de su participación en el colectivo de artistas mallorquines, Grup Dimecres y de la incorporación del desnudo a su pintura.
La obra de Brunet ha recorrido España (Mallorca, Madrid, Barcelona), Alemania y Estados Unidos. Premio Ciudad de Palma de Pintura (1984) y Premio Ramon Llull (2003).